# Andrena grandilabris
Andrena grandilabris là một loài Hymenoptera trong họ Andrenidae. Loài này được Pérez mô tả khoa học năm 1903.